# Мадисън (окръг, Джорджия)
Вижте пояснителната страница за други значения на Мадисън.
Окръг Мадисън (на английски: Madison County) е окръг в щата Джорджия, Съединени американски щати. Площта му е 741 km², а населението - 27 289 души. Административен център е град Даниълсвил.